# István Kozák
István Kozák (10 października 1992) – węgierski zapaśnik walczący w stylu klasycznym. Zajął dwudzieste miejsce na mistrzostwach świata w 2013. Piąty na mistrzostwach Europy w 2011. Akademicki mistrz świata w 2012 roku.
Mistrz Węgier w 2012 i 2016 roku.